# Suma wszystkich strachów
Suma wszystkich strachów (tyt. oryg. The Sum of All Fears) – powieść sensacyjna amerykańskiego pisarza Toma Clancy’ego z 1991 r. W Polsce wydana w tym samym roku przez wydawnictwo GiG, a następnie przez wydawnictwo Adamski i Bieliński.

## Fabuła
Terroryści przypadkowo odnajdują bombę jądrową zagubioną przez izraelski samolot w trakcie wojny Jom Kipur. Z pomocą naukowca ze Wschodnich Niemiec przebudowują bombę, zmieniając jej konstrukcję w bombę termojądrową. Detonacja następuje w Stanach Zjednoczonych. Okazuje się jednak, że zgładzony tuż przed ukończeniem konstrukcji naukowiec nie wyjawił współpracownikom informacji o konieczności oddzielenia trytu od helu i bomba ma znacznie mniejszą moc niż przewidywano.
Dochodzi jednak do zagrożenia międzynarodowym konfliktem nuklearnym. Po postawieniu sił zbrojnych USA i Rosji w najwyższy stopień gotowości następuje eskalacja zdarzeń spowodowana przez przypadkowe starcia samolotów i okrętów obu stron. Terroryści dodatkowo doprowadzają do bitwy wojsk pancernych w Berlinie. Cały świat stoi przed groźbą wybuchu III wojny światowej. Wszystko zależy od prezydentów Rosji i USA, lecz ten ostatni ulega panice. Jedyną nadzieją dla ludzkości pozostaje Jack Ryan, zastępca dyrektora CIA. 
W tle głównej akcji realizowany jest opracowany przez Jacka Ryana plan wprowadzenia pokoju na Bliskim Wschodzie. Choć autorem jest Jack to nie jemu formalnie przypisuje się jego opracowanie.

## Ekranizacje
- Zekranizowana w 2002 r. z Benem Affleckiem w roli Jacka Ryana. Zdaniem recenzentów fabuła filmu i książki mają mało wspólnego[1].